# Pieriewles (stacja kolejowa)
Pieriewles (ros. Перевлес) – węzłowa stacja kolejowa w miejscowości Ogorodnikowo, w rejonie spasskim, w obwodzie riazańskim, w Rosji. Węzeł linii Moskwa – Riazań – Samara ze ślepą linią do Jasakowa (będącą pozostałością po dawnym przebiegu linii Riazań – Samara).